# Galva, Kansas
Galva är en ort i McPherson County i Kansas. Orten har fått sitt namn efter Galva i Illinois. Vid 2010 års folkräkning hade Galva 870 invånare.